# 2011年イギリス暴動
2011年イギリス暴動（2011ねんイギリスぼうどう、英: 2011 England riots）は、2011年のイギリスで発生した暴動である。全国規模に発展したこの暴動において合計5名死亡、8月13日までに暴動・放火・略奪の容疑で1600人以上が逮捕され、8月25日までの逮捕者は2000人を超えた。暴動による経済的損失は、保険会社の損失のみでも8月11日時点において2億ポンド（250億円）以上と推定されている。

## 概要
イギリスのロンドン北部にあるトッテナムにて黒人男性が警察官に射殺されたことをきっかけに、2011年8月6日より発生した暴動。暴動はトッテナムや首都ロンドンのみならずバーミンガム、マンチェスター、リヴァプール、 ノッティンガム、ブリストルなどイギリス各地の都市へ拡大した。暴動に関与していた大半の層は低所得階級の家庭で育った『チャヴ』と呼ばれる無職の若者達だったが、貧困層とは無関係のロンドン五輪のボランティアやバレリーナ、 教師や大富豪の令嬢、11歳の少女等の10代から40代までの様々な層も含まれていた。（逮捕された暴徒の5割以上は18歳未満）
スマートフォンから利用するFacebookやTwitterのSNSが暴力を拡大させている。また、ストリートギャングが暴動を扇動しているともされる。

## 経過
- 8月4日 - ロンドン北部トッテナムにて犯罪容疑のある29歳の黒人男性マーク・ダガンが警察官に射殺（英語版）される。

- 8月6日 - 黒人男性射殺は不当として17時頃よりマーク・ダガンの遺族・知人や地元住民などによる追悼・抗議デモがトッテナムの警察署前で行われる。[15]
  - 20時20分頃、トッテナムの警察署付近で暴動が発生。トッテナムの警察署付近の警察車両が破壊、放火される。
  - 22時45分頃、トッテナムの警察署付近の2階建てバスに放火。翌7日未明までに近隣建物や店舗が破壊、略奪、放火される。[16]

- 8月7日 - 前日6日夜からトッテナムの警察署付近で発生した暴動は7日昼までには沈静化。
  - しかし同日夜、トッテナムの警察署から数キロ離れた商業地区ウッドグリーン(wood Green)にて暴動が発生。翌8日未明までに同地区内に存在する多くの店舗が破壊、略奪、放火される。トッテナム暴動にて55名逮捕、警察官26名負傷。[17]

- 8月8日 - 暴動がハックニー、ペッカム、クロイドン、ルイシャム、クラパム、カムデン、イーリングなど大ロンドン圏の各地に拡大、翌9日未明まで続く。
  - 8日夜、クロイドンにて26歳の男性が射殺。この暴動における最初の死者となる。
  - 8日深夜から翌9日未明までにロンドン北部のエンフィールドにおいてソニーの倉庫が略奪後放火され全焼。
  - さらに翌9日未明までにバーミンガム、リバプール、ノッティンガム、ブリストルなど各地方都市においても暴動、略奪、放火が発生。全国規模の暴動と発展する。[18][19][20]

- 8月9日 - デーヴィッド・キャメロン首相はイタリアでの夏季休暇を取りやめ帰国、暴動鎮圧に関する緊急対策会議(COBRA)を行う。
  - ロンドンでは動員した1万6000人の警察官を配置、その効果もあり暴動は10日朝までに鎮静化。一方でロンドン以外の各地方都市での暴動は継続。
  - イングランド北西部の地方都市マンチェスターやその近郊のサルフォードにおいて暴動、略奪、放火が発生。[21]

- 8月10日 - 10日午前1時、バーミンガムでは地元の商店街を略奪から守ろうと集まったボランティアの住民3人がひき逃げされ死亡、32歳の男が容疑者として逮捕される。この暴動における死者は合計4名となる。[22][23]
  - 暴徒の増殖は高級住宅地ノッティング・ヒルにも及びミシュラン2つ星レストランで、店を暴徒から守るためコックが料理包丁で撃退するという事態も起こる。
  - 10日午前、キャメロン首相は緊急対策会議(COBRA)を行い、強硬な暴動鎮圧のために放水銃とゴム弾の使用を許可。[24]これらの鎮圧手段の行使は、かつての北アイルランドでは頻繁に行われてきたが、イギリス本土においては史上初となる。

- 8月11日 - ロンドン以外の各地方都市での暴動が沈静化する。[25]
  - 8日～9日未明に火炎ビンを踏み消そうとしたところを暴徒に襲われ入院していた68歳の男性が死亡。この暴動における死者は合計5名となる。[26]

- 当局は、各所に設置している監視カメラの映像、インターネット上でやりとりされたメッセージ等を証拠として、暴動の参加者を徹底的に捜索し、多数の容疑者を検挙している。

## 裁判
暴動を巡っては、その後約1300人が裁判所に出廷。裁判官は量刑ガイドラインにこだわらずに判決を下すよう助言を受けているとされ、ボトル入りの水をスーパーから盗んだ学生には禁錮6カ月が下された。 チェシャー州在住の20歳と22歳の男にはフェイスブックで暴動をあおったとして、禁錮4年の実刑判決を言い渡した。 罪に問われた子供の裁判を欠席する親も多く、英紙の多くは「貧困、失業、消費主義の問題を越えている。英社会は善悪の規範、倫理観、責任感を失った」と解説する。

## ソーシャルメディアによる犯罪助長と対策、反応
ロンドンの暴動、参加者は暴動の組織化に匿名性の高いBlackBerryの無料のメッセージ機能「BBM（BlackBerry Messenger）」が多く使われた。BBMは無料で一度に多数のユーザーに送信でき、データが暗号化されるため、当局が追跡できないことから、暴動に参加した若者に多く利用されていたという。
英国のデビッド・キャメロン首相は臨時召集された下院での声明の中で暴動の計画に利用されているとして、各種のSNSの遮断を検討していると発表。軍に協力を要請することも検討。首相は情報の自由な流れは良い事にも使われるが、悪い事にも使われるとし、「ソーシャルメディアが暴力のために利用されるなら、われわれはそれを阻止しなければならない。従って、われわれは現在、警察および情報局、企業らと協力し、暴力の計画に悪用されているWebサイトやサービスの利用を遮断することが正しいかどうかを検討している」と語った。
英警察はTwitterなどのソーシャルメディアが暴動を組織化するのに使われていると批判した。オンラインで暴力行為をあおったとして、Facebook、Twitterユーザーを調査を開始。
BlackBerryの販売元リサーチ・イン・モーションはこれに関して「当局と協力してあらゆる支援をしている」とのコメントを発表。だがこれに反発したグループが、BlackBerryの公式ブログを改竄するという報復行為に出た。
Facebookページでは、暴動後のクリーンアップ運動を呼びかけるページも開設されている
英警察は路上監視ビデオの映像から暴徒の特定を進めており、容疑者の写真を写真共有サービスFlickrで公開した。監視カメラに写った人物の写真の公開により、身元特定に役立つ情報を提供する機会をできるだけ多く市民に提供するとしている。
一般のネット市民が立ち上げたウェブサイトでは暴徒たちをアップ撮影した写真を特定し、匿名で犯罪通報するシステムが運営された。ただ、こうした顔認識技術の使用には違法性も指摘されており、ネット情報の不正確さと誤認による名誉毀損、私的制裁によるさらなる犯罪発生も懸念された。
YouTube上でもマレーシア人学生の強盗に遭遇する瞬間を捉えた動画などが投稿された。

## 各メディア・世論の反応
死者5人、2億ポンド（約250億円）の被害を出した英国の暴動は2012年夏のロンドン五輪の開催も危ぶまれた。
ロシア連邦会議国際問題委員会、ミハイル・マルゲロフ委員長は、イギリス各地で発生しているような暴動は多文化共存政策の失敗であり危険性はほかのヨーロッパ各国でも繰り返される恐れがあると懸念した。

## 波及した地域・都市
- ロンドン
- バーミンガム
- マンチェスター
- リヴァプール
- ノッティンガム
- ブリストル